# Délkelet (hetilap)
Délkelet politikai és társadalmi hetilap Sepsiszentgyörgyön. 1929. szeptember 1-jén indult, s célul Háromszék és a Brassó megyei Hétfalu közügyi és irodalmi kérdéseinek ápolását tűzte ki; később érdeklődése Csík megyére is kiterjedt. Felelős szerkesztő és laptulajdonos Lázár Dezső, főszerkesztő egy időben Bíró László hosszúfalusi lelkész, főmunkatárs Hétfaluból Tóthpál Dániel, Csíkszeredából Mihály László Barna. A lap Bartalis János, Farcádi Sándor Áron verseit, Tamási Áron novelláját közölte, itt jelent meg Tóthpál Dániel Bukarestből keltezett Szabó Dezsőhöz című verse (1930. augusztus 24.). Megszűnt 1932-ben.